# Massacre de Lamana et Ngoumao
Le massacre de Lamana et Ngoumao a lieu le 18 juin 2015 pendant l'insurrection de Boko Haram.

## Déroulement
La nuit du 17 au 18 juin 2015, Boko Haram attaque Lamana et Ngoumao, deux villages de la commune de Gueskerou près de Diffa au Niger. Ces derniers ne sont pas défendus et sont loin des positions militaires des armées nigériennes, tchadiennes et nigérianes,. 
L'attaque aurait été commise par des djihadistes locaux. Ces derniers mettent le feu aux habitations et abattent les fuyards. Selon le ministre nigérien de l'Intérieur, le bilan est de 38 civils tués, dont 14 hommes, 14 femmes et 10 enfants. Il s'agit alors du plus lourd massacre commis par Boko Haram au Niger,.